# Diferencia
Une diferencia (de l'espagnol « différence ») est une composition instrumentale espagnole du XVIe siècle, généralement pour orgue, luth ou vihuela en forme de variations, souvent très ornées et travaillées, sur un  thème grégorien ou une mélodie populaire. Le terme glosa, utilisé par Diego Ortiz ou Cabezón (Glosa sobre el Mille regretz de Josquin ou Susana un jur glossada) est un synonyme, de même que maneras chez Alonso Mudarra.

## Histoire
Alors que l'art de la variation est inconnu en Europe, Luys de Narváez est le premier à composer des séries de diferencia, dans Los seys libros del delphin de música de cifra para tañer vihuela (Valladolid, 1538). Le maître de la vihuela est suivi par Luis Venegas de Henestrosa (Libro de cifra nueva, publié seulement en 1557) puis Diego Ortiz (Tradato de glosas, Rome 1553).
Les diferencias peuvent être de type harmonique ou mélodique, et font usage, notamment, de la diminution.
C'est par ces variations espagnoles que les Napolitains Antonio Valente et Ascanio Mayone et Giovanni Maria Trabaci, au tournant du XVIIe siècle font le lien entre Antonio de Cabezón et Girolamo Frescobaldi.
Exemple : Diferencias sur la chanson populaire « O Guárdame Las varcas » de Luys de Narváez (usant de l'ostinato Romanesca).

## Diferencia remarquables

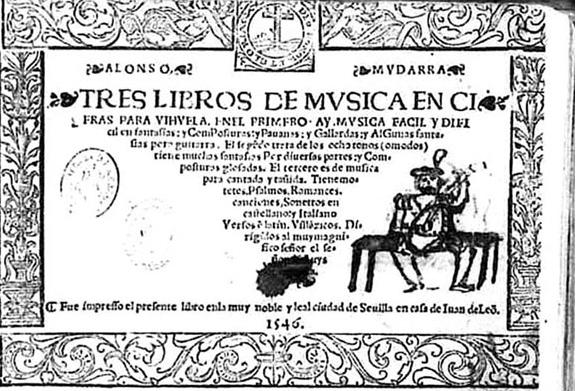
Page de titre des Tres libros de musica,de Alonso Mudarra (Seville, 1546).

- Diferencia sobre el Canto del caballeros - Antonio de Cabezón (Obras de música para tecla, arpa y vihuela, Madrid 1578)
- Diferencia sobre Las vacas - Cabezón
- Diferencia sombre Conde Claros - Narváez (22 variations)
- Diferencia sobre Las vacas - Narváez
- Alonso Mudarra (Tres libros de música, Seville 1546)
- Enríquez de Valderrábano (Silva de Sirenas, Valadolid 1547)
- Diego Pisador (Libro de música , Salamanque 1552)
- Antonio Martín y Coll, Diferencias sobre las folías

## Musique contemporaine
Un certain nombre de musiciens ont repris l'expression pour le titre de leur œuvre :
- Poul Ruders : Diferencias on a beloved tune by J.S. Bach, pour piano, vibraphone, flûte, clarinette, violon, violoncelle et guitare
- Thomas Heyn : Diferencias pour flûte et guitare (ISMN 9790203259343)
- Diego David Vega : Diferencias (2001)
- Victor Kioulaphides : Diferencias, sur la mélodie séfarade traditionnelle « Morenika » (2002) (BNF 16220023)